# Benedikt, der Teddybär
Benedikt, der Teddybär ist eine 3D-Animationsserie für Kinder im Vorschulalter. Die Serie wurde das erste Mal im Deutschland am 6. Juli 2009 auf KIKA ausgestrahlt. Insgesamt entstanden 26 Folgen mit einer Länge von je rund 12 Minuten. Produktionsfirmen sind scopas Medien AG, Pedri Animation, Cité Amérique und ZDF Enterprises.

## Handlung
Der vierjährige Teddybär Benedikt wohnt mit seinen Eltern in einem Vorstadthaus mit Garten. Obwohl er sich meistens sehr wohl fühlt, ist es manchmal schwierig für ihn, seinen eigenen Weg zu finden. Benedikt erforscht jeden Tag neue Dinge an seiner Umwelt. Er glaubt an Märchen und Magie. Daher hat er die Fähigkeit in seiner Phantasie Gegenstände lebendig werden lassen. Bei seinen Abenteuern ist die immer fröhliche Ente Walla an Benedikts Seite mit dabei.

## Folgen
1. Der Kuckuck (6. Juli 2009)
2. So ein Zirkus (7. Juli 2009)
3. Schweres Gewitter (8. Juli 2009)
4. Ein Schneemonster (9. Juli 2009)
5. Übernachtung (10. Juli 2009)
6. Autorennen (13. Juli 2009)
7. Das Geburtstagsgeschenk (14. Juli 2009)
8. Wiederfinden (15. Juli 2009)
9. Ganz schön dreckig (16. Juli 2009)
10. Schwimmspaß (17. Juli 2009)
11. Ente in Not (20. Juli 2009)
12. Die Geisterjäger (21. Juli 2009)
13. Was ist da drin? (22. Juli 2009)
14. Ich will mitspielen (23. Juli 2009)
15. Sternschnuppen (24. Juli 2009)
16. Es gibt Rosenkohl (27. Juli 2009)
17. Mittagsschlaf (28. Juli 2009)
18. Mit einem Arm (29. Juli 2009)
19. Schweinchen Schlau (30. Juli 2009)
20. Quietscheentchen (31. Juli 2009)
21. Schöne Überraschung (3. Aug. 2009)
22. Wir gehen weg (4. Aug. 2009)
23. Ein echter Schatz (5. Aug. 2009)
24. Schlittern (6. Aug. 2009)
25. Der Gewinn (7. Aug. 2009)
26. Fleißige Handwerker (10. Aug. 2009)